# Thelymitra tholiformis
Thelymitra tholiformis là một loài thực vật có hoa trong họ Lan. Loài này được Molloy & Hatch miêu tả khoa học đầu tiên năm 1990.